# Franz Faltner
Franz Faltner (* 17. Dezember 1901 in München; † 6. September 1981 ebenda) war ein deutscher Eisenbahnbediensteter und Widerstandskämpfer gegen das NS-Regime.

## Leben
Nach dem Besuch der Volksschule erlernte Faltner das Schreinerhandwerk. Zugleich besuchte er eine berufliche Fortbildungsschule. Im Jahr 1917 nahm er eine Tätigkeit bei den bayerischen Staatsbahnen auf, wo er als Schweißer beschäftigt war. Zwischen 1917 und 1933 war Faltner, der ab 1920 bei der Deutschen Reichsbahn als Nachfolgerin der bayerischen Staatsbahnen beschäftigt war – mit Unterbrechungen – Mitglied der SPD. Zudem war er Mitglied im Reichsbanner Schwarz-Rot-Gold, für das er Funktionen übernahm. Zeitweise engagierte sich Faltner auch in der gewerkschaftlichen Bewegung und beim Arbeitersport.
Nach der Machtübernahme der Nationalsozialisten kam Faltner im April 1933 für kurze Zeit in Schutzhaft. Bald darauf war er in führender Position mit Josef Lampersberger und Josef Feuerer am Aufbau der Widerstandsgruppe Rote Rebellen beteiligt. Faltner sammelte Berichte über politische und wirtschaftliche Verhältnisse und gab sie an Josef Lampersberger als den Auslandsleiter der Gruppe weiter. Neben Versuchen, in der illegalen Gruppe den Zusammenhalt von Sozialdemokraten zu wahren, plante Faltner unter anderem auch einen Sprengstoffanschlag auf den Münchener Hauptbahnhof. Bei diesem sollten keine Menschen zu Schaden kommen. Geplant war eher ein symbolisches Zeichen gegen die Diktatur.
Am 27. April 1935 wurde Faltner an der deutsch-tschechischen Grenze verhaftet. Im Anschluss wurde er in das Gefängnis München-Stadelheim überstellt. Ab 18. Februar 1937 war Faltner im Strafgefängnis Berlin-Moabit und später im Zuchthaus Berlin-Plötzensee in Untersuchungshaft. Am 24. März 1937 verurteilte ihn der Volksgerichtshof wegen „Vorbereitung zum Hochverrat“ in Tateinheit mit „landesverräterischen Beziehungen“ zu zehn Jahren Zuchthausstrafe. Die hohe Haftstrafe erhielt Faltner vor allem deshalb, weil ihm persönlich insbesondere die Vorbereitung eines „Sprengstoffverbrechens“ in München zur Last gelegt wurde. Die Haftstrafe verbüßte Faltner im Zuchthaus Amberg, im Gefängnis Kaisheim und im Frühjahr 1945 für kurze Zeit im Gefängnis Landsberg am Lech.
Nach dem Kriegsende und der Haftentlassung wurde Faltner wieder bei der Bahn eingestellt. Später war er Leiter der Bahnpolizei in Oberbayern.